# Apeadeiro de Reguengo - Vale da Pedra - Pontével

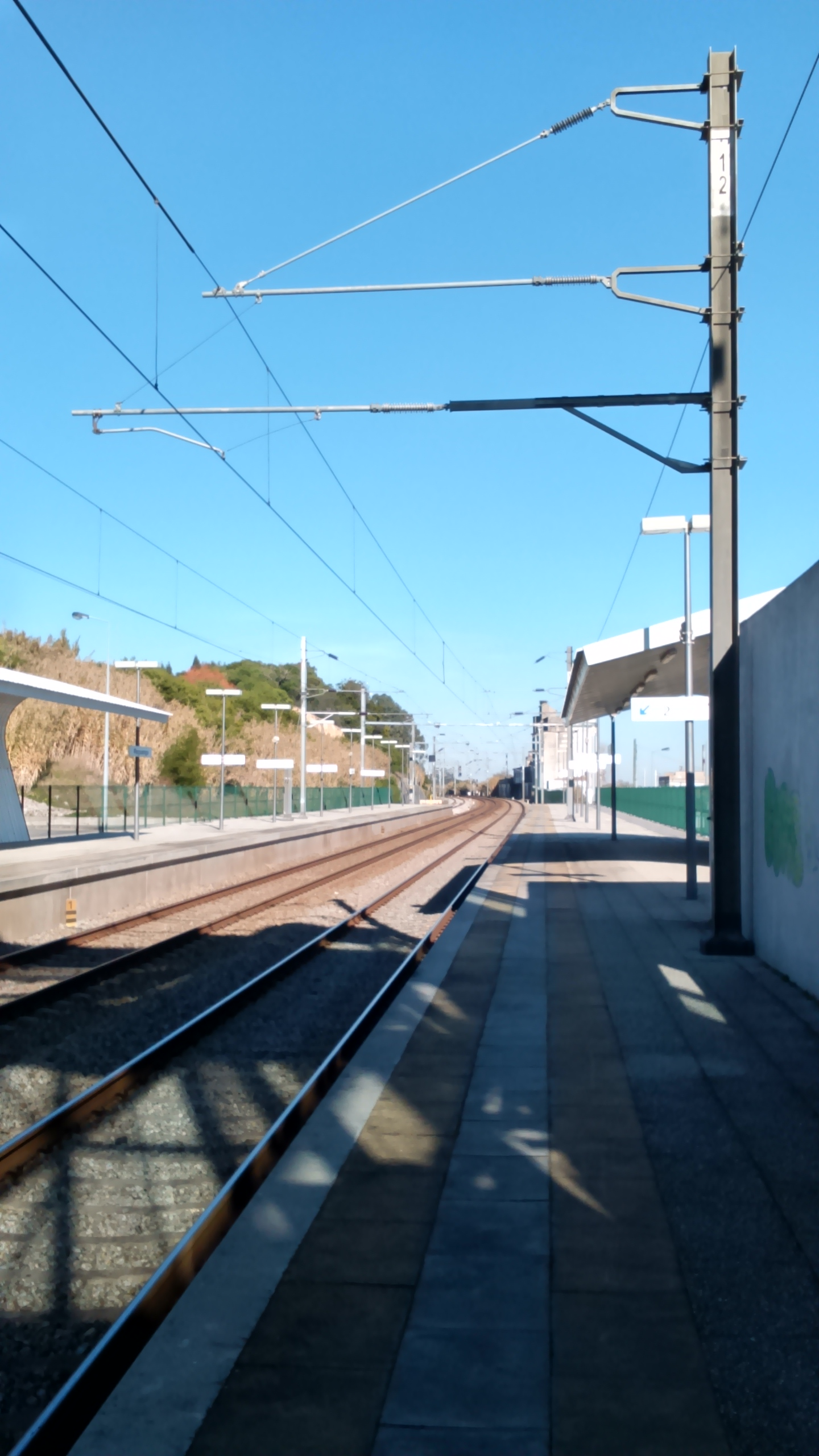
Vista da plataforma, em 2015.

O apeadeiro de Reguengo - Vale da Pedra - Pontével (nome anteriormente grafado como "Pontevel"), inicialmente e por vezes ainda conhecido apenas como de Reguengo, também por vezes apenas como de Reguengo-Pontével, ou de Pontével - Vale da Pedra, é uma interface da Linha do Norte, que serve nominalmente as localidades de Ponte do Reguengo, Pontével e Vale da Pedra, no Município de Cartaxo, em Portugal.

## Descrição

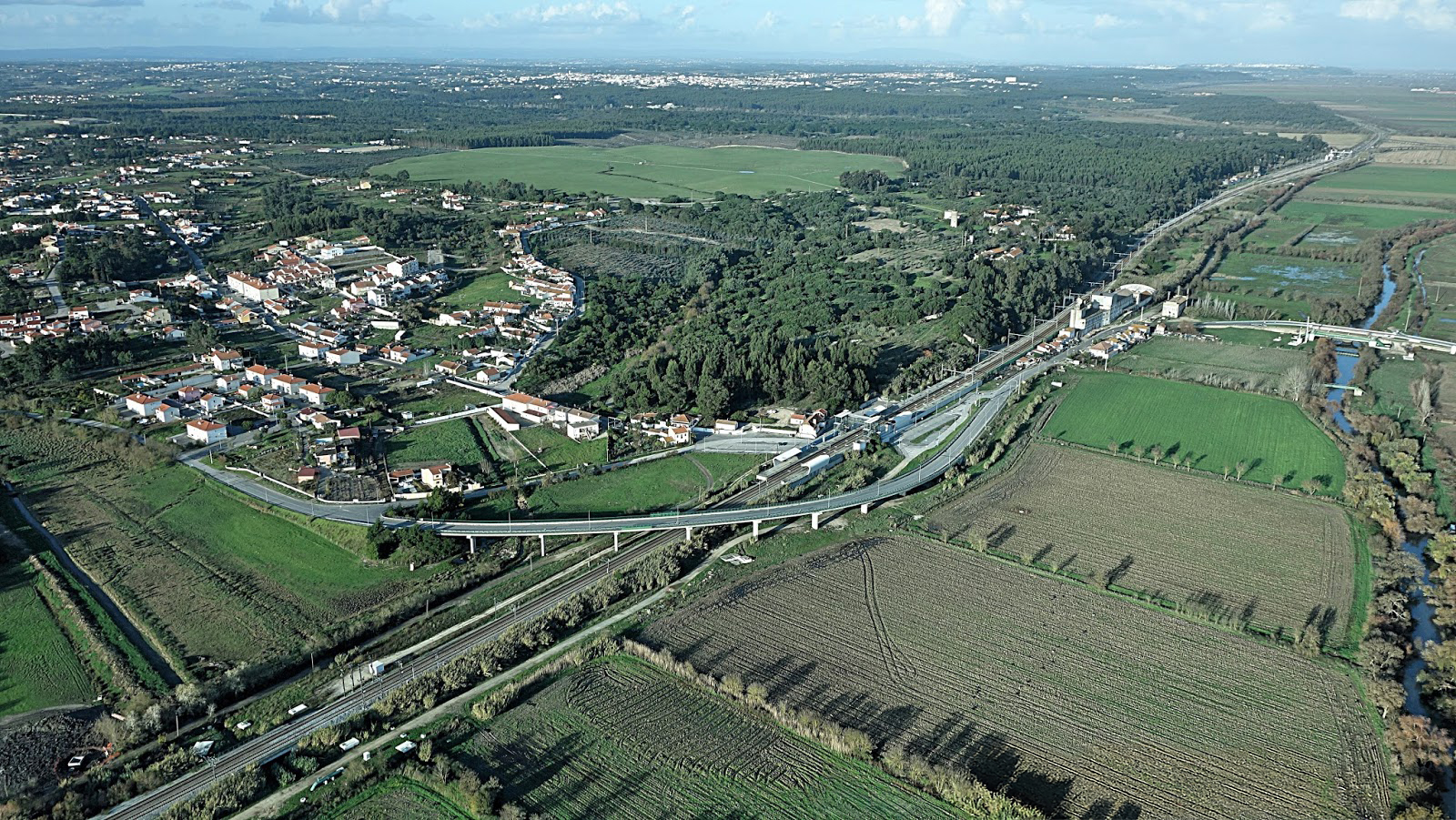
Vista aérea do apeadeiro, em 2010.

### Localização e acessos
Esta interface situa-se no limite sudeste do aglomerado populacional de Ponte do Reguengo, e dista mais de sete quilómetros da localidade nominal de Pontével, via EN3-2, para nornoroeste; sensivelmente a um terço deste trajeto situa-se o centro de Vale da Pedra (J.F.).

### Infraestrutura
O antigo edifício de passageiros situava-se do lado poente da via (lado esquerdo do sentido ascendente, a Campanhã), tendo sido demolido aquando da construção do atual apeadeiro entre 2007 e 2008, no âmbito do Projeto Integrado da Linha do Norte, de 2006. Como apeadeiro de uma linha em via dupla, esta interface apresenta-se nas duas vias de circulação (I e II) cada uma acessível por plataforma — que têm ambas 220 m de comprimento e 90 cm de altura. Imediatamente a nordeste destas plataformas têm o seu extremo sul as vias de resguardo que, estendendo-se por 2,1 km, constituem o parque de manobras associado à Estação Ferroviária do Setil.

### Serviços
Em dados de 2023, esta interface é servida por comboios de passageiros da C.P. de tipo regional com 16 circulações diárias em cada sentido com término em Tomar, e três com término no Entroncamento, tendo todas o outro término em Lisboa-S.A.. É ainda servida pelo serviço Interregional, com um comboio no sentido Tomar-Lisboa-S.A. ao início da manhã, e um outro no sentido inverso ao final da tarde.

## História

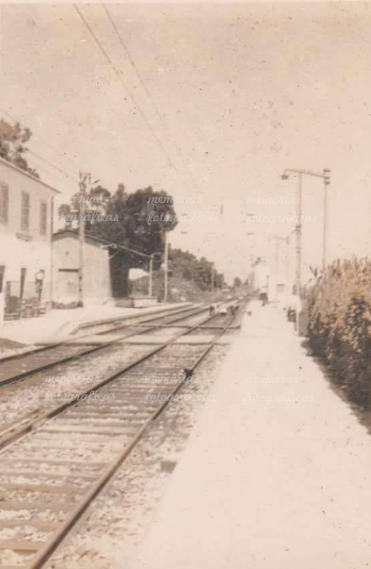
A estação em 1965.

Esta interface situa-se no troço da Linha do Norte entre Virtudes e Ponte de Santana, que entrou ao serviço em 28 de Abril de 1858.
Um alvará de 13 de Setembro de 1888 estabeleceu que a linha de entroncamento entre o Caminho de Ferro do Leste e Vendas Novas, na Linha do Sul, devia partir de um ponto entre as estações de Reguengo e Sant’Anna.
Em 1902 foram instalados em várias estações discos eléctricos de sinalização no sistema Barbosa, incluindo na de Reguengo.
Nos finais do Século XIX, o percurso de Lisboa até Muge e Valada era feito pela estação de Reguengo, como descrito por Fialho de Almeida no quarto volume da obra Os Gatos:

Para ir a Valada e Muge, o caminho curto é tomar em Lisboa a linha do norte, desembarcar no Reguengo, e seguir os dois quilómetros de estrada nova que daí vão até à primeira daquelas duas terreolas.— Fialho de Almeida, Os Gatos (IV), 1891: p.107
Nos horários de Junho de 1913, a estação de Reguengo era utilizada pelos comboios entre o Rossio e Santarém, Entroncamento e Porto - São Bento. Nesse ano, existia uma carreira de diligências entre Valada e a estação de Reguengo.

Em 1984 esta interface tinha ainda categoria de estação, mas em 1985 era já oficialmente considerada como apeadeiro, ainda que conservando o edifício de passageiros.